# Povel Johansson
Povel Johansson, född 23 april 1988 i Gunnareds församling i Göteborg, är en svensk man som sedan 2020 är ordförande för Kommunistiska Partiet.
Johansson är även fackligt förtroendevald representant för Seko. Han har uttalat att "huvudmotsättningen i samhället står mellan arbete och kapital. Den står också i direkt konfrontation med socialdemokratin och klassamarbetet. Vi söker ingen samförståndsanda utan tar konsekvent arbetarklassens sida i de olika uttryck klasskampen tar sig."